# Cratere Vutash
Vutash è un cratere sulla superficie di Callisto.